# Juan José Díaz Dios
Juan José Díaz Dios (* Lima,  1981) político peruano. Fue elegido  Congresista de la República del Perú para el período 2011-2016 por Piura. Actualmente es alcalde provincia de Piura.

## Biografía
Nació en Lima el 3 de marzo de 1981. Hizo sus estudios primarios en el Centro Educativo de Jose 10828, y los secundarios en el Colegio Santo Toribio de la ciudad de Chiclayo. Entre 1999 y 2003 realiza estudios de Derecho, obteniendo el título de Abogado por la Universidad de Piura. Luego sigue estudios de Maestría en Derecho Público por la misma universidad. Trabajó como docente en el curso Constitución y Derechos Humanos en la Universidad César Vallejo en Piura.
Ha sido Delegado Regional de la Comisión de Lucha contra Delitos Aduaneros del Ministerio de la Producción, Asistente Técnico del Programa Generación de Empleo Fronterizo del Ministerio de la Producción.
En el año 2004 se adhiere a la agrupación Renovación Nacional de Rafael Rey Rey. Participa sin suerte en las elecciones del año 2008, postulando al parlamento por Unidad Nacional. En las elecciones parlamentarias realizadas en el Perú el 10 de abril de 2011 postuló como candidato al Congreso por la circunscripción de Piura, por el partido Fuerza Popular. Obtuvo 27 444 votos preferenciales, resultando electo congresista para el período 2011-2016, asumiendo sus funciones el día 28 de julio de 2011.
En el 2014 es elegido Presidente de la Comisión investigadora del caso López Meneses. En diciembre de 2014 entregó el informe final de la Comisión del Caso López Meneses, el mismo que fue aprobado en el pleno por mayoría el 9 de septiembre de 2015.
En 2018 fue elegido alcalde de la provincia de Piura para el periodo 2019-2022.